# Ватога (Тексас)
Ватога (енгл. Watauga) град је у америчкој савезној држави Тексас. По попису становништва из 2010. у њему је живело 23.497 становника.

## Демографија
Према попису становништва из 2010. у граду је живело 23.497 становника, што је 1.589 (7,3%) становника више него 2000. године.
| Група             | 2000.          | 2010.          |
| Белци             | 17.752 (81,0%) | 15.609 (66,4%) |
| Афроамериканци    | 498 (2,3%)     | 1.387 (5,9%)   |
| Азијати           | 809 (3,7%)     | 1.195 (5,1%)   |
| Хиспаноамериканци | 2.335 (10,7%)  | 4.717 (20,1%)  |
| Укупно            | 21.908         | 23.497         |